# Juan Carlos Auzoberry
Juan Carlos Auzoberry (Almirante Brown, 25 dicembre 1936) è un ex calciatore argentino, di ruolo difensore.

## Carriera
Ha disputato otto stagioni con la maglia del Nizza fra il 1959 e il 1967, totalizzando 99 presenze in massima serie e facendo parte della rosa che vinse il campionato di seconda divisione 1964-1965.

## Statistiche
| Stagione     | Squadra      | Campionato   | Campionato | Campionato | Coppe nazionali | Coppe nazionali | Coppe nazionali | Coppe continentali | Coppe continentali | Coppe continentali | Altre coppe | Altre coppe | Altre coppe | Totale | Totale |
| Stagione     | Squadra      | Comp         | Pres       | Reti       | Comp            | Pres            | Reti            | Comp               | Pres               | Reti               | Comp        | Pres        | Reti        | Pres   | Reti   |
| ------------ | ------------ | ------------ | ---------- | ---------- | --------------- | --------------- | --------------- | ------------------ | ------------------ | ------------------ | ----------- | ----------- | ----------- | ------ | ------ |
| 1959-1960    | Nizza        | D1           | 12         | 0          | CF              | 1               | 0               | -                  | -                  | -                  | -           | -           | -           | 13     | 0      |
| 1960-1961    | Nizza        | D1           | 25         | 0          | CF              | 5               | 1               | -                  | -                  | -                  | -           | -           | -           | 30     | 1      |
| 1961-1962    | Nizza        | D1           | 29         | 0          | CF              | 0               | 0               | -                  | -                  | -                  | -           | -           | -           | 29     | 0      |
| 1962-1963    | Nizza        | D1           | 13         | 0          | CF              | 1               | 0               | -                  | -                  | -                  | -           | -           | -           | 14     | 0      |
| 1963-1964    | Nizza        | D1           | 15         | 0          | CF              | 0               | 0               | -                  | -                  | -                  | -           | -           | -           | 15     | 0      |
| 1964-1965    | Nizza        | D2           | ?          | ?          | CF              | 0               | 0               | -                  | -                  | -                  | -           | -           | -           | ?      | ?      |
| 1965-1966    | Nizza        | D1           | 4          | 0          | CF              | 0               | 0               | -                  | -                  | -                  | -           | -           | -           | 4      | 0      |
| 1966-1967    | Nizza        | D1           | 1          | 0          | CF              | 0               | 0               | -                  | -                  | -                  | -           | -           | -           | 1      | 0      |
| Totale Nizza | Totale Nizza | Totale Nizza | 99+        | 0+         |                 | 7               | 1               |                    | -                  | -                  |             | -           | -           | 106+   | 1+     |

## Palmarès
- Campionato francese di seconda divisione: 1

1964-1965